# Korfbal 1983-1984
Korfbalseizoen 1983-1984 is een korfbalseizoen van het KNKV. In dit seizoen telt de veldcompetitie een Hoofdklasse waarbij elk team 18 wedstrijden speelt en in de zaalcompetitie zijn twee Hoofdklassen waarbij elk team 14 wedstrijden speelt.

## Veldcompetitie KNKV
In seizoen 1983-1984 was de hoogste Nederlandse veldkorfbalcompetitie in de KNKV de Hoofdklasse; een poule met tien teams. Het kampioenschap is voor het team dat na 18 competitiewedstrijden het meeste wedstrijdpunten heeft verzameld. Een play-off systeem was niet van toepassing. Enkel bij een gedeelde eerste plaats zou er een beslissingswedstrijd gespeeld moeten worden. De onderste twee ploegen degraderen.
Hoofdklasse Veld
| pos | club           | gs | w  | g | v  | pnt | dv  | dt  | dt  |
| --- | -------------- | -- | -- | - | -- | --- | --- | --- | --- |
| 1.  | PKC            | 18 | 14 | 1 | 3  | 29  | 216 | 164 | +52 |
| 2.  | DOS'46         | 18 | 11 | 3 | 4  | 25  | 148 | 125 | +23 |
| 3.  | Deetos         | 18 | 10 | 3 | 5  | 23  | 156 | 142 | +14 |
| 4.  | Fortuna        | 18 | 8  | 4 | 6  | 20  | 142 | 142 | +0  |
| 5.  | ROHDA          | 18 | 7  | 5 | 6  | 19  | 152 | 147 | +5  |
| 6.  | SCO            | 18 | 7  | 3 | 8  | 17  | 139 | 143 | -4  |
| 7.  | Archipel       | 18 | 6  | 3 | 9  | 15  | 116 | 129 | -13 |
| 8.  | AKC Blauw-Wit  | 18 | 6  | 3 | 9  | 15  | 143 | 158 | -15 |
| 9.  | Dalto          | 18 | 4  | 2 | 12 | 10  | 140 | 160 | -20 |
| 10. | Allen Weerbaar | 18 | 3  | 1 | 14 | 7   | 96  | 138 | -42 |

| Veldkampioen van Nederland 1984 |
| ------------------------------- |
| PKC                             |

## Zaalcompetitie KNKV
In seizoen 1983-1984 was de hoogste Nederlandse zaalkorfbalcompetitie in de KNKV de Hoofdklasse; twee poules met elk acht teams. Het kampioenschap is voor de winnaar van de kampioenswedstrijd, waarin de kampioen van de Hoofdklasse A tegen de kampioen van de Hoofdklasse B speelt.
 Hoofdklasse A
| pos | club           | gs | w | g | v  | pnt | dv  | dt  | dt  |
| --- | -------------- | -- | - | - | -- | --- | --- | --- | --- |
| 1.  | Allen Weerbaar | 14 | 9 | 3 | 2  | 21  | 149 | 129 | +15 |
| 2.  | Deetos         | 14 | 9 | 2 | 3  | 20  | 176 | 151 | +25 |
| 3.  | DOS'46         | 14 | 8 | 2 | 4  | 18  | 182 | 161 | +21 |
| 4.  | SCO            | 14 | 8 | 0 | 6  | 16  | 164 | 145 | +19 |
| 5.  | SAMOS          | 14 | 5 | 2 | 7  | 12  | 147 | 155 | -8  |
| 6.  | Archipel       | 14 | 4 | 3 | 7  | 11  | 125 | 137 | -12 |
| 7.  | KVS            | 14 | 5 | 0 | 9  | 10  | 146 | 150 | -4  |
| 8.  | LUTO           | 14 | 1 | 2 | 11 | 4   | 145 | 206 | -61 |

Hoofdklasse B
| pos | club          | gs | w  | g | v  | pnt | dv  | dt  | dt  |
| --- | ------------- | -- | -- | - | -- | --- | --- | --- | --- |
| 1.  | Fortuna       | 14 | 12 | 0 | 2  | 24  | 188 | 147 | +41 |
| 2.  | ROHDA         | 14 | 11 | 1 | 2  | 23  | 210 | 151 | +59 |
| 3.  | PKC           | 14 | 11 | 1 | 2  | 23  | 177 | 143 | +34 |
| 4.  | AKC Blauw-Wit | 14 | 6  | 2 | 6  | 14  | 153 | 143 | +10 |
| 5.  | LDO           | 14 | 4  | 3 | 7  | 11  | 156 | 165 | -9  |
| 6.  | Pams          | 14 | 3  | 2 | 9  | 8   | 128 | 166 | -38 |
| 7.  | Fides Pacta   | 14 | 1  | 4 | 9  | 6   | 139 | 158 | -19 |
| 8.  | Ons Eibernest | 14 | 1  | 1 | 12 | 3   | 105 | 183 | -78 |

De finale werd gespeeld op zaterdag 24 maart 1984 in sportpaleis Ahoy in Rotterdam.
| Hoofdklasse Finale |                |    |
|                    |                |    |
| A1                 | Allen Weerbaar | 12 |
| B1                 | Fortuna        | 11 |

| Zaalkampioen van Nederland 1984 |
| ------------------------------- |
| Allen Weerbaar                  |

## Prijzen
| Award                             | Winnaar            | Club           |
| --------------------------------- | ------------------ | -------------- |
| Beste Speler                      | Hans Heemskerk     | Fortuna        |
| Beste Speelster                   | Corrie Euser       | PKC            |
| Beste Debutant van het Jaar       | Oscar Mulders      | Deetos         |
| Beste Debutante van het Jaar      | Arjon van der Eijk | Fortuna        |
| Coach van het Jaar                | Cees van Lunteren  | Allen Weerbaar |
| Beste Scheidsrechter van het Jaar | Henk Siebenlist    |                |